# Chin Su-li
Chin Su-li (覃素莉T, Qín SùlìP; 22 luglio 1965) è un'ex cestista taiwanese.

## Carriera
Con Taiwan ha disputato i Campionati mondiali del 1986.